# Alexej Vjačeslavovič Koťonočkin
Alexej Vjačeslavovič Koťonočkin (rusky Алексе́й Вячесла́вович Котёночкин; 16. června 1958 Moskva), též zkráceně Alexej Koťonočkin, je ruský režisér, produkční designer, scenárista a syn Vjačeslava Michajloviče Koťonočkina. Stejně jako jeho otec se i on podílí na tvorbě seriálu Jen počkej, zajíci! a v seriálu je taktéž uváděn jako Kotěnočkin.
Rozhodl se jít v otcových stopách a v letech 2005–2006 vytvořil 19. („V lázních“) a 20. díl („Na chatě“) seriálu Jen počkej zajíci!. V letech 2016–2017 pak vytvořil ještě 21. („Novoroční vydání“) a 22. díl („Chyťte hvězdu!“).